# Eptazocina
Eptazocinna é um opioide analgésico, introduzido no [Japão] em 1987. Atua como uma mistura de um receptor opioide κ agonista e receptor opioide μ antagonista.